# Малый (остров, Финский залив)
Ма́лый (фин. Peninsaari — Малый остров или фин. Pieni Lavansaari — Малый Лавенсари, до 1950 г. — рус. Пенисари, Пенисаари) — остров в восточной части Финского залива. Административно подчинён Кингисеппскому району Ленинградской области.

## География
Расположен между островами Мощный и Сескар, причём остров Мощный находится в 6 км к западу от Малого, а Сескар — в 17 км к востоку. Остров разделён узкими перешейками на три части. Перешейки при подъёме воды могут затопляться и делить его на три маленьких островка неравной величины. На острове расположен маяк, представляющий собою решётчатую башню красного цвета высотою в 27 м. В верхней части башни закреплена дневная метка, состоящая из вертикальных чередующихся красных и белых полос. Фокальная плоскость маяка находится на высоте 37 м. 2 сек. он светит белым светом, 4 сек. — выключен.

## История
Перешёл к России от Швеции в 1721 г. по Ништадтскому мирному договору. Отдан Финляндии в 1920 г. по Тартускому мирному договору и был ею «нейтрализован в военном отношении». В 1920-е гг. остров использовался контрабандистами для складирования спирта перед его отправкой мелкими партиями на территорию РСФСР.
Во время Советско-финской войны остров был занят советской морской пехотой 30 ноября 1939 г. В Великую Отечественную войну Пенисари оказался одним из немногих островов залива, оставшихся в руках РККФ. В 1942 г. остров был включён в Островной сектор обороны Балтийского флота. В 1941—1944 гг. был одним из пунктов ледовой дороги Шепелёвский маяк — Сескар — Лавенсаари и подвергался периодическим бомбардировкам с воздуха и обстрелам с южного берега залива.